# Rote Maskenbiene

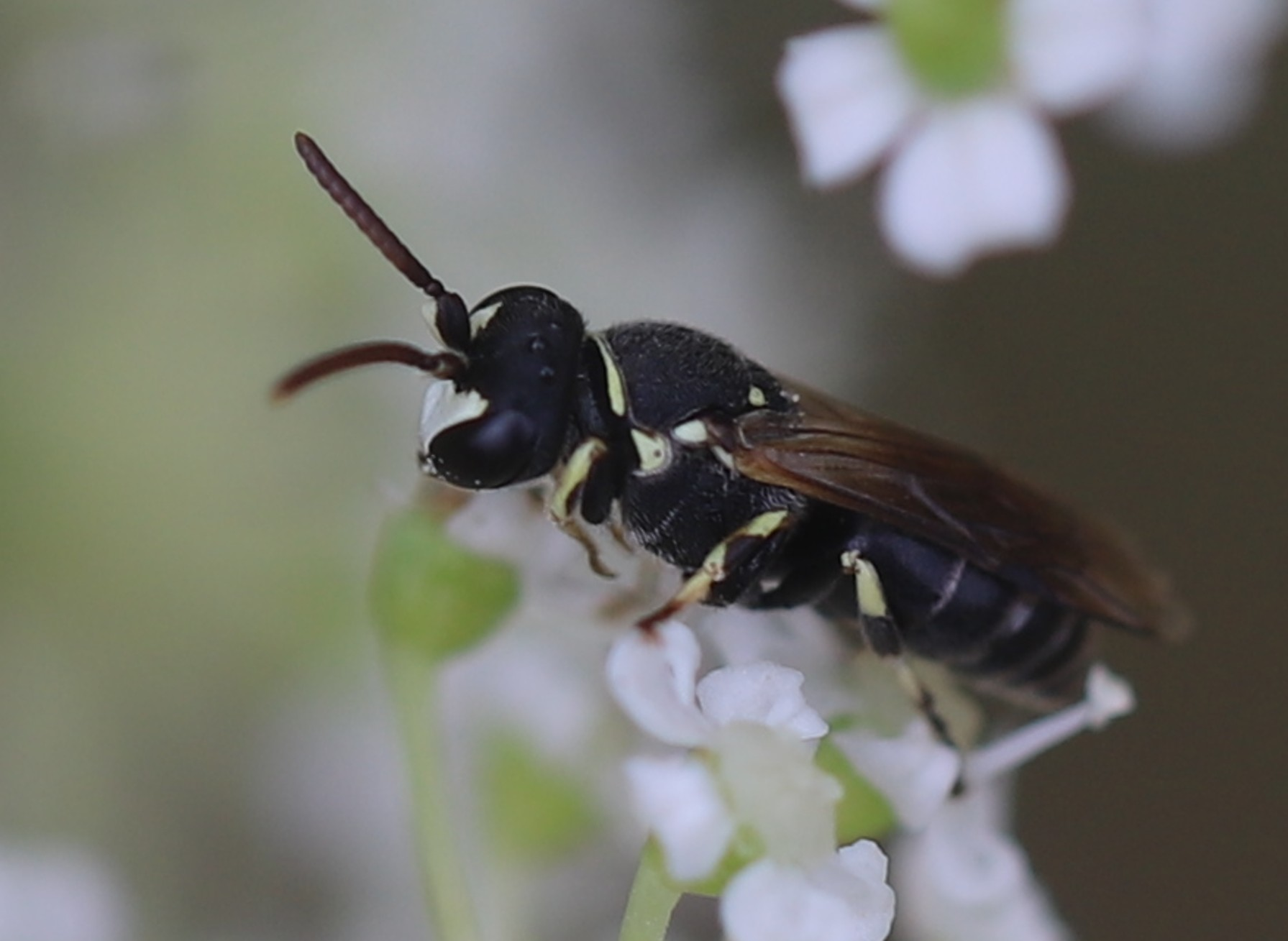
Männchen

Die Rote Maskenbiene (Hylaeus variegatus) ist eine solitäre Wildbienenart aus der Familie Colletidae. Die Art wurde von Johann Christian Fabricius 1798 als Mellinus variegatus erstmals beschrieben. Hylaeus variegatus wird der Untergattung Prosopis zugeordnet.

## Merkmale
Die Bienen sind 6–8 mm lang. Im Folgenden eine Beschreibung im Wesentlichen basierend auf der Färbung der Bienen.
Für die Weibchen gilt: Sie sind überwiegend schwarz gefärbt. Sie weisen zwei senkrechte dreiecksförmige weißlich-gelbe Gesichtsflecke auf, die am Augeninnenrand anliegen. Entlang dem vorderen Pronotumrand verläuft ein weißlich-gelber Streifen. Die Tegulae sowie die Axillae sind weißlich-gelb. Letztere sind nur in Ausnahmefällen schwarz. Das Mesosoma ist überwiegend schwarz. Das erste und das zweite Tergit sind mindestens zur Hälfte rostrot. Die Mesopleuren sind gleichmäßig glatt und dicht punktiert. Der Vorderrand der Mesopleuren ist gerundet. Metanotum und Scutellum sind schwarz. Der Clypeus ist gewöhnlich schwarz. Die Tibien sind basal weißlich-gelb gefärbt.
Für die Männchen gilt: Sie besitzen einen großen weißlich-gelben Clypeus, die sogenannte „Gesichtsmaske“. Der Scapus ist verbreitert und deutlich länger als breit, mit weißlich-gelben Flecke. Die Fühlergeißel ist dunkelbraun oder schwarz. Das Mesosoma weist weißlich-gelbe Flecke auf. Das Metasoma ist entweder vollständig schwarz, oder das Tergit I ist rötlich-gelb gefärbt.
Özbek und Dathe (2020) geben einen Bestimmungsschlüssel für die Untergattungen und Arten der Gattung Hylaeus, die in der Türkei nachgewiesen wurden.

## Verbreitung
Hylaeus variegatus besitzt eine transpaläarktische Verbreitung. Die Art ist in Europa weit verbreitet, fehlt jedoch auf den Britischen Inseln und in Skandinavien. Nach Osten hin reichen die Nachweise über Kleinasien, den Nahen Osten, den Kaukasus, den Nord-Iran und Zentralasien bis in den Fernen Osten Russlands und nach China.

## Lebensweise
Die Bienen findet man gewöhnlich an Waldrändern und auf Ruderalflächen. Man beobachtet die adulten Bienen häufig an Doldenblütlern wie Berg-Haarstrang, Schafgarbe oder Wilder Möhre. Im Gegensatz zu anderen Hylaeus-Arten nutzt Hylaeus variegatus verlassene Nester von Furchenbienen in der Erde. Regenwurmgänge werden offenbar ebenfalls als Nest genutzt. Es werden bis zu 6 Brutzellen pro Liniennest angelegt. Die Art überwintert als sogenannte „Ruhelarve“. Die adulten Bienen sammeln als Larvenproviant verschiedene Blütenpollen, hauptsächlich die vom Gelben Wau und vom Färber-Wau. Die Wildbienen fliegen in Mitteleuropa meist in einer Generation von Juni bis Mitte September, in langen heißen Sommern kann es eine unvollständige zweite Generation geben. Gasteruptiidae treten vermutlich als Kleptoparasiten auf. Hylaeus variegatus steht in Deutschland auf der Vorwarnliste der gefährdeten Arten.

## Bilder

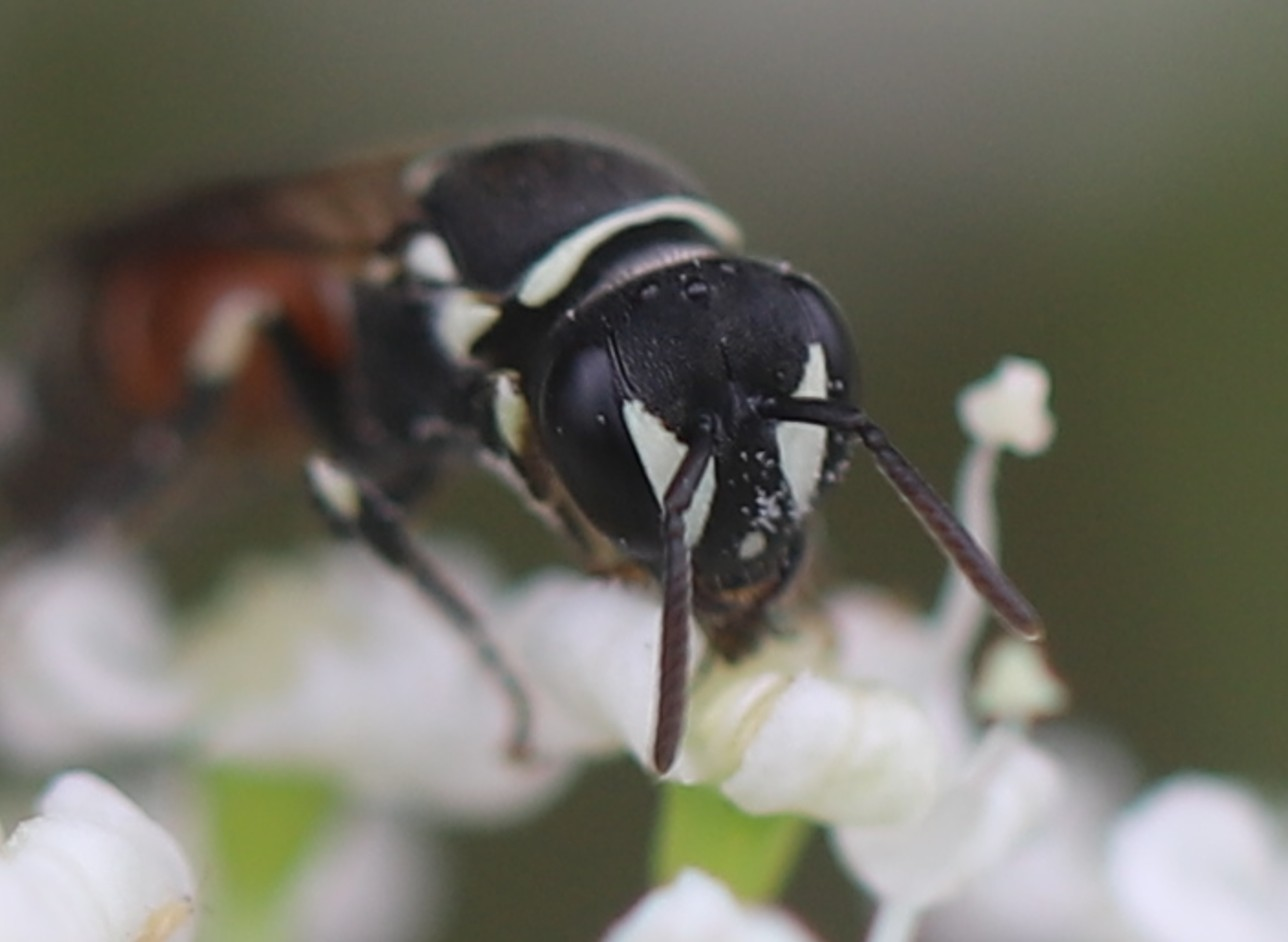
Frontansicht, Weibchen
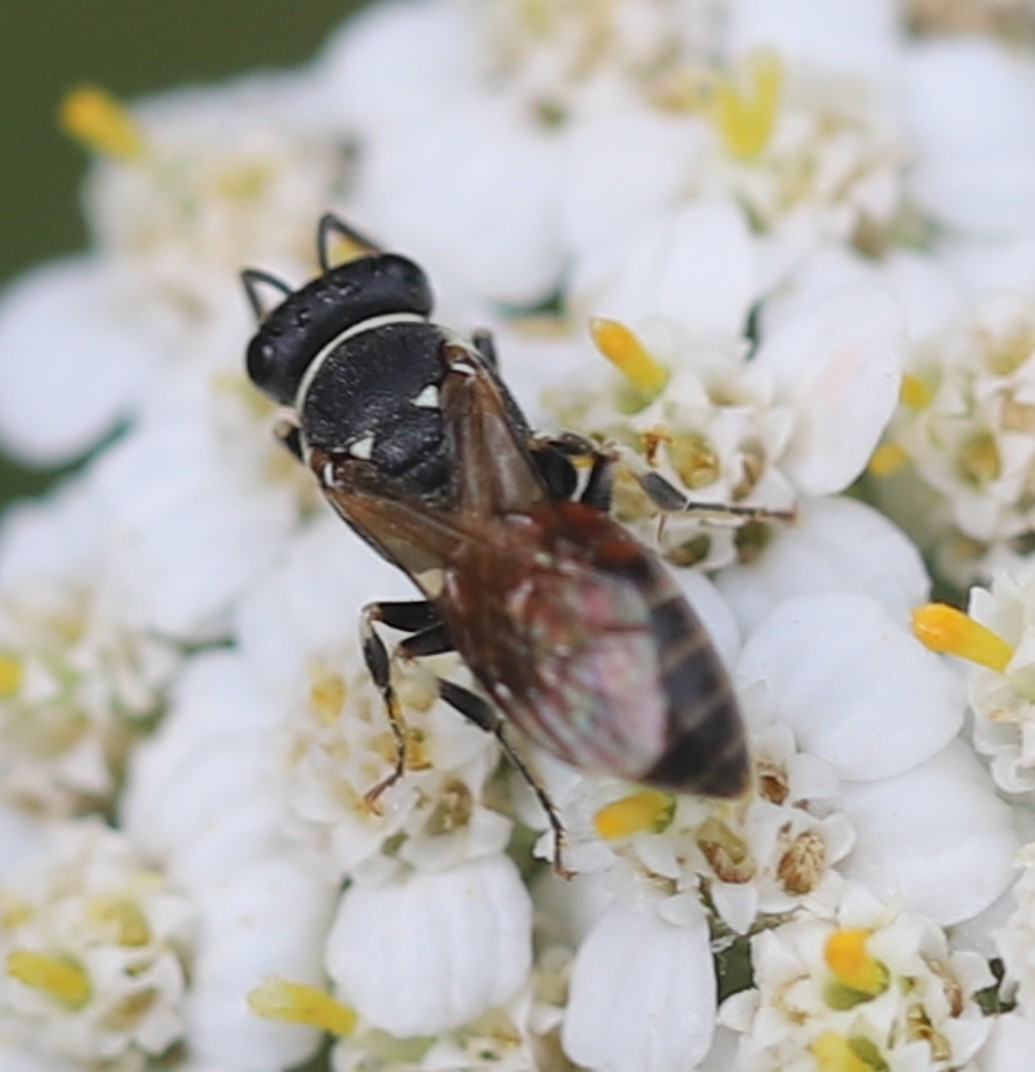
Weibchen an Schafgarbe
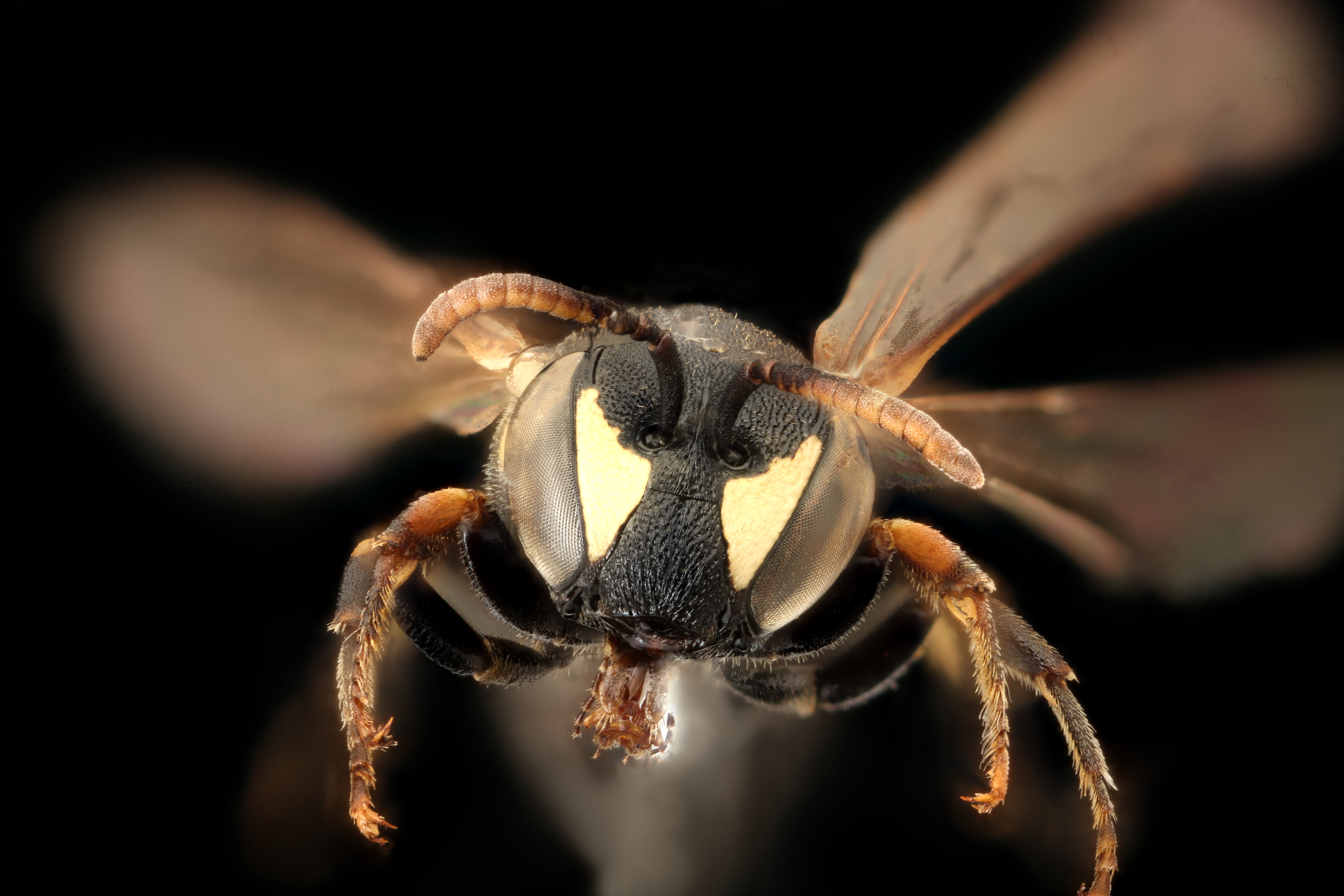
Präparat, Frontansicht, Weibchen
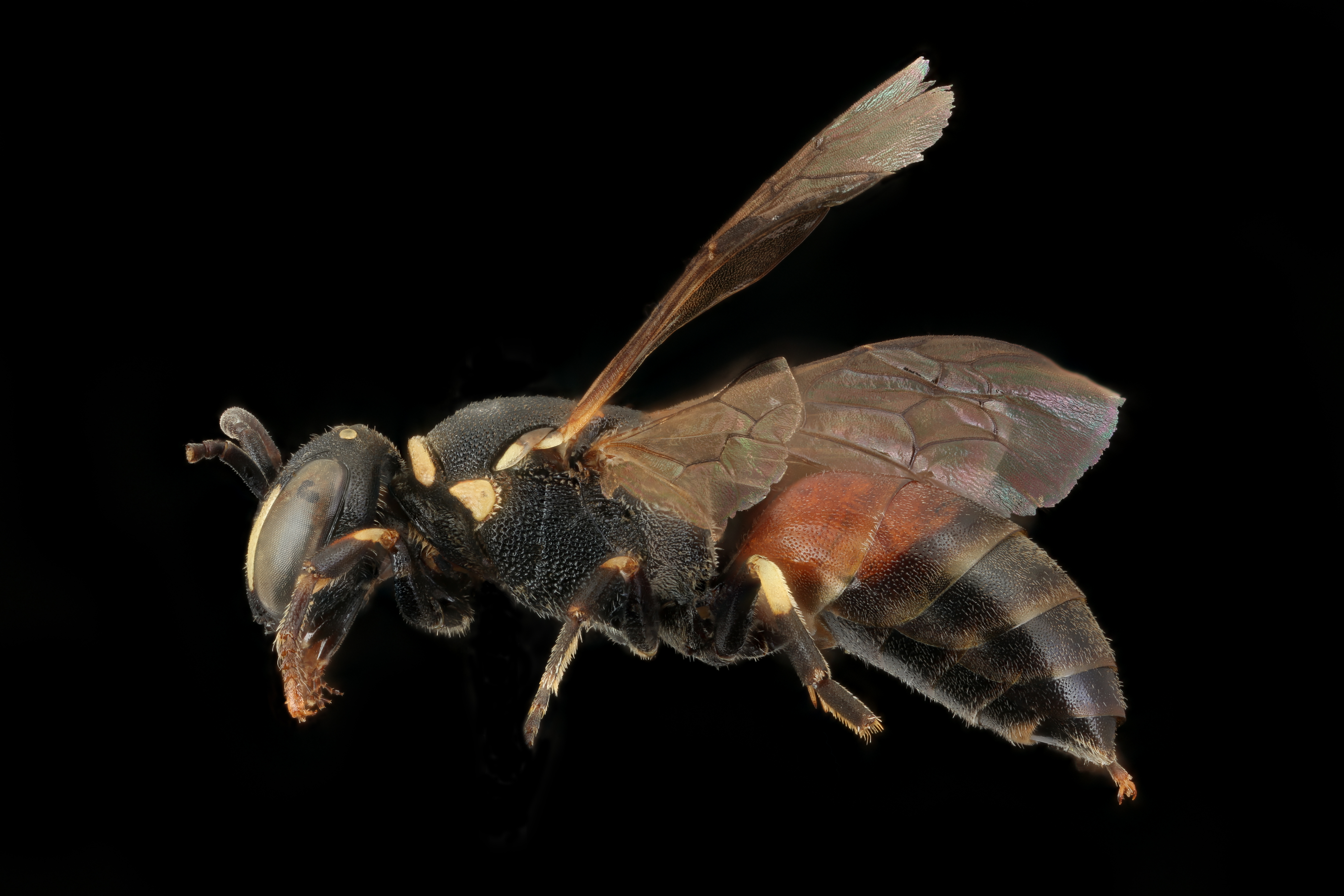
Präparat, Seitenansicht, Weibchen
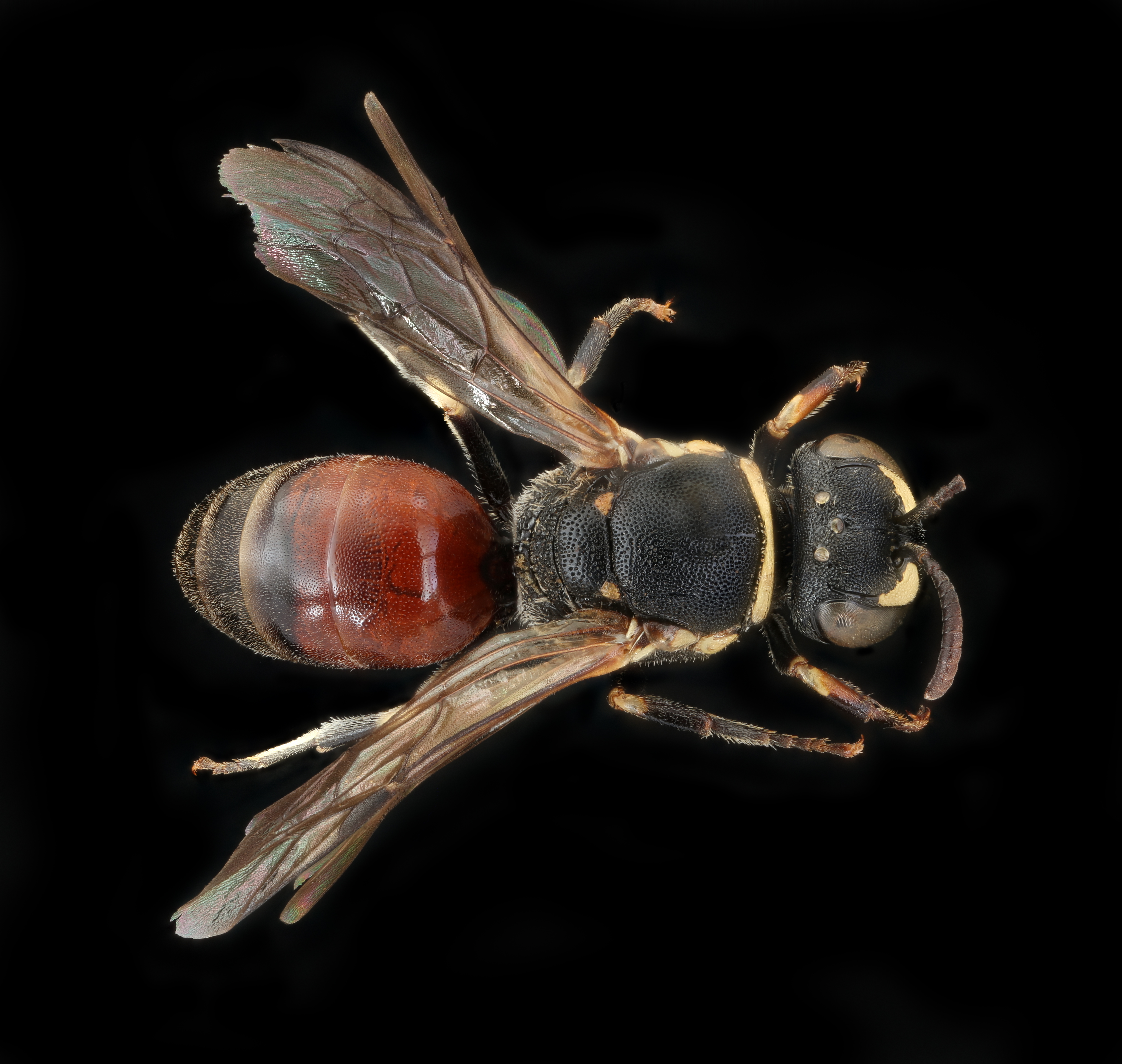
Präparat, Dorsalansicht, Weibchen